# ضاحية السيف
ضاحية السِيف هي ضاحية في المنامة عاصمة مملكة البحرين. كلمة السِيف تعني الساحل أو الشاطئ في اللهجة المحلية.
استحدثت ضاحية السيف نتيجة استصلاح الأراضي البحرية في عقد 1980 التي غيّرت بشكل كبير من ساحل البحرين. يحيط البحر بضاحية السيف من ثلاث جهات وهي منطقة جديدة تضم العديد من الشقق الفاخرة والفنادق ومراكز التسوق.
أسعار الإيجارات في ضاحية السيف هي الأعلى في الحبرين كلها. ضاحية السيف تتطور بسرعة إلى مركز للأعمال مع وجود العديد من الشركات المحلية والأجنبية. ضاحية السيف هي موقع برج المؤيد الذي كان أطول مبنى في البلاد ولكن تم تجاوزه من قبل العديد من الأبراج الأخرى منذ عام 2005 مثل مرفأ البحرين المالي.
يقع في هذه المنطقة العديد من المجمعات التجارية، مثل مجمعات سيتي سنتر ومجمع السيف والأفنيوز.